# Габидуллин, Зайнулла Гайнуллинович
Зайнулла Гайнуллинович Габидуллин (10 октября 1941, с. Верхнеарметово — 8 августа, 2014, Уфа, похоронен в родном селе) — советский и российский учёный. Заведующий кафедрой микробиологии, вирусологии и иммунологии Башкирского государственного медицинского университета, профессор. заслуженный деятель науки Российской Федерации.
Габидуллин Зайнулла Гайнуллинович — автор более 300 научных трудов и 36 изобретений. Председатель Башкирского общества эпидемиологов, микробиологов и паразитологов (с 1992).
При его участии разработаны и внедрены в хирургическую практику новые методы диагностики и лечения гнойных ран, кишечных и урологических инфекций, выделен 21 штамм микроорганизмов, которые сейчас применяются как эталонные при диагностике инфекционных заболеваний.
Учился в Макаровской средней школе (Выпуск 1959 года). Выпускник Стерлитамакского медицинского колледжа. Работал заместителем директора детского дома, в Башкирском государственном медицинском университете на кафедре микробиологии.